# St. Jude
St. Jude é o álbum de estreia da banda britânica de indie rock The Courteeners, que foi lançado em 7 de abril de 2008. Há também uma edição especial que inclui um segundo disco de versões acústicas de canções que figuram no álbum atual. Em apoio ao seu lançamento a banda embarcou em uma turnê pela Europa.

## Faixas
1. "Aftershow"
2. "Cavorting"
3. "Bide Your Time"
4. "What Took You So Long?"
5. "Please Don't"
6. "If It Wasn't for Me"
7. "No You Didn't, No You Don't"
8. "How Come"
9. "Kings of the New Road"
10. "Not Nineteen Forever"
11. "Fallowfield Hillbilly"
12. "Yesterday, Today & Probably Tomorrow"

## Edição especial
1. "Cavorting" (gravação original)
2. "No You Didn't, No You Don't" (gravação original)
3. "Acrylic"
4. "Kimberley"
5. "An Ex Is an Ex for a Reason"
6. "Bide Your Time" (acústica)
7. "Acrylic" (acústica)
8. "What Took You So Long?" (acústica)
9. "Not Nineteen Forever" (acústica)

## Posição nas paradas musicais
| Parada (2008)                      | Melhor posição |
| ---------------------------------- | -------------- |
| Escócia (Official Scottish Albums) | 3              |
| Reino Unido (UK Albums Chart)      | 4              |